# Held der Russischen Föderation

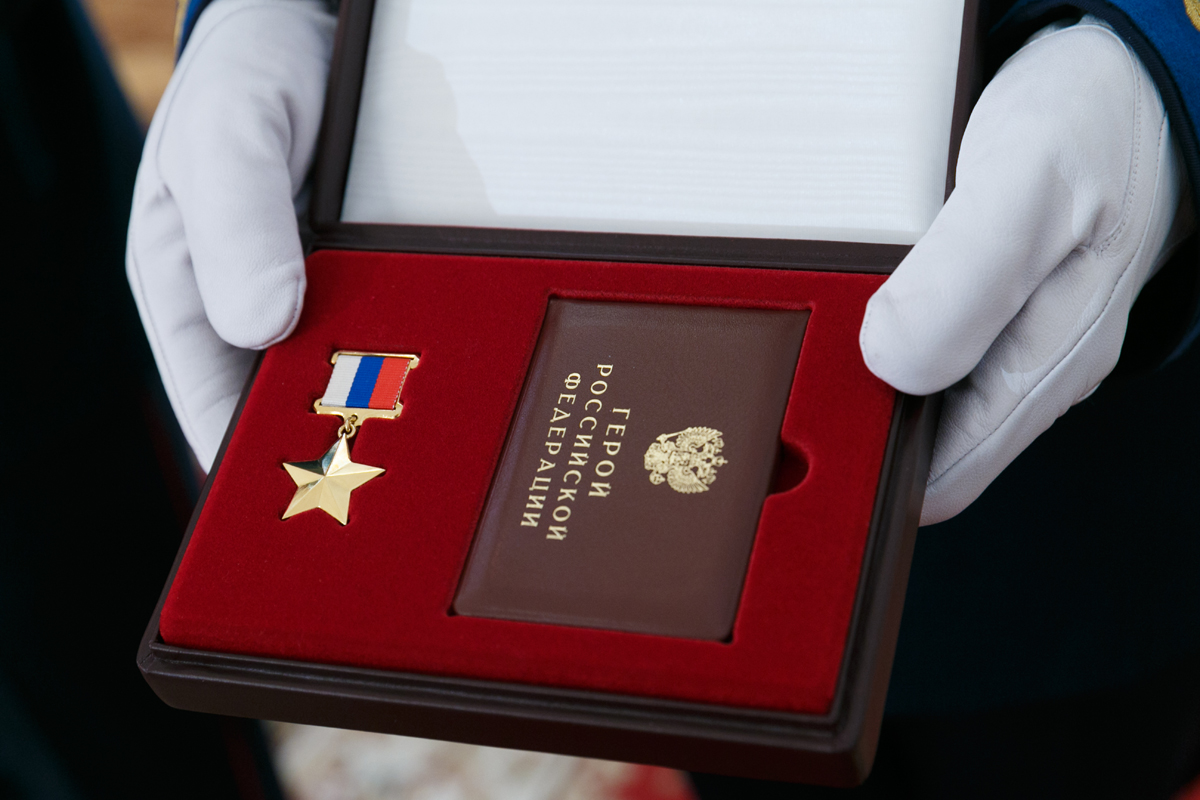
Auszeichnung Held der Russischen Föderation

Held der Russischen Föderation (russisch Герой Российской Федерации, Transkription Geroi Rossijskoi Federazii) ist die höchste Auszeichnung und der höchste Ehrentitel, der in Russland vergeben wird. Der russische Präsident verleiht diesen Orden an Personen, die sich bei ihnen übertragenen Aufgaben oder anderen Heldentaten im Dienste des Staates durch außerordentliche Tapferkeit hervorgetan haben.
Bis zum Jahr 2014 wurde die Auszeichnung mehr als 1000 Mal verliehen, hauptsächlich an Soldaten, die in den beiden Tschetschenienkriegen sowie im Dagestankrieg gekämpft haben. Zudem gab es mehr als 100 Auszeichnungen für Soldaten, die im Deutsch-Sowjetischen Krieg kämpften. Aber auch Kosmonauten, Künstler, Politiker, Sportler und Persönlichkeiten aus der Wirtschaft wurden mit diesem Orden geehrt.

## Geschichte
Die Auszeichnung wurde am 20. März 1992 vom russischen Präsidenten Boris Jelzin per Dekret eingeführt, um die bisherigen Titel Held der Sowjetunion und Held der sozialistischen Arbeit zu ersetzen. Dekret Nr. 2553-I beinhaltet die Kriterien für die Vergabe des Titels und auch für die Gestaltung der Medaille. Die Verleihung ist auch posthum möglich. 
Das Aussehen des Ordens ist ähnlich dem für die Helden der Sowjetunion. An einem weiß-blau-roten Band (19,5 × 15 mm) hängt ein fünfzackiger, unverzierter Stern. Der Stern aus Gold hat einen Durchmesser von 15 mm und wiegt 21,5 Gramm. Auf der Rückseite stehen die Worte Герой России (russisch für Held Russlands) und eine Seriennummer. In der Öffentlichkeit wird der Orden auf der linken Jackenseite oberhalb anderer Medaillen und Auszeichnungen getragen.

## Empfänger (Auswahl)
Die meisten Empfänger dieses Titels sind Beteiligte im Tschetschenienkonflikt sowie an anderen kriegerischen Auseinandersetzungen Russlands im Kaukasus – etwa am Dagestankrieg. Allein diese umfassten im Jahr 2014 mehr als die Hälfte aller Preisträger. Daneben waren Testpiloten (87) und Kosmonauten (44) unter den Geehrten. Während Kosmonauten mit ihrem Raumflug automatisch diese Auszeichnung bekommen, wird im Tschetschenienkonflikt der Titel für Tapferkeit im Gefecht oder für die Führung der pro-russischen Regierung verliehen. Ebenso wird die Auszeichnung auch postum an Personen verliehen, die in Ausübung ihrer Pflicht gefallen oder bei einem Attentat umgekommen sind. Bis heute wurde die Auszeichnung an mehr als 1200 Personen verliehen, davon an 500 Personen postum (Stand: Januar 2023). Nach zahlreichen Jahren mit 5 bis 30 Geehrten stieg diese Zahl im Jahr 2022 stark an, da viele Gefallene des Krieges gegen die Ukraine postum geehrt wurden. Zum Ende des Jahres 2022 umfasste diese Gruppe mit über 120 Personen bereits mehr als die durch Russland geehrten Teilnehmer des „Deutsch-Sowjetischen Krieges“. An einige von ihnen wird auch mit eigenen Briefmarken erinnert. Es gibt keine offiziell veröffentlichte Liste der Empfänger.
Die folgenden Angaben zu den Empfängern beziehen sich auf deren Position zum Zeitpunkt des Erhalts der Auszeichnung.
| Empfänger                  | Datum         | Grund |
| -------------------------- | ------------- | --- |
| Timur Apakidse             | 17. Aug. 1995 | Oberst der Marineflieger (Su-33, u. a. auf dem Flugzeugträger Admiral Kusnezow)                              |
| Juri Borissow              | März 2018     | Auszeichnung durch Wladimir Putin vermutlich für Entwicklung der Wunderwaffe Burewestnik                     |
| Jekaterina Budanowa 1      | 1. Okt. 1993  | Oberleutnant, Jagdpilotin im 73. Garde-Jagdfliegerregiment während des Zweiten Weltkrieges                   |
| Roman Filipow 1            | 6. Feb. 2018  | Major der Flieger, gefallen im Kampf mit Terroristen nach Landung mit Schleudersitz in Syrien                |
| Juri Gidsenko              | 1. Apr. 1996  | Kosmonaut und Oberstleutnant der Luftstreitkräfte                                                            |
| Ljubow Jegorowa            | 22. Apr. 1994 | mehrfache Olympiasiegerin und Weltmeisterin im Langlauf                                                      |
| Achmat Kadyrow 1           | 10. Mai 2004  | bei einem Bombenanschlag getöteter Präsident Tschetscheniens                                                 |
| Ramsan Kadyrow             | 29. Dez. 2004 | tschetschenischer Premierminister und Sohn Achmat Kadyrows                                                   |
| Michail Kalaschnikow       | 10. Nov. 2009 | Waffenkonstrukteur und Generalleutnant                                                                       |
| Alexander Kaleri           | 11. Aug. 1992 | Kosmonaut |
| Alexander Karelin          | 26. Aug. 1996 | mehrfacher Olympiasieger und Weltmeister im Ringen, damit erfolgreichster Ringer aller Zeiten                |
| Natalija Katschujewskaja 1 | 12. Mai 1997  | Sanitätsausbilderin in der 28. Armee in der Schlacht von Stalingrad                                          |
| Sergei Kirijenko           | März 2018     | Auszeichnung durch Wladimir Putin vermutlich im Zusammenhang mit der Entwicklung der Wunderwaffe Burewestnik |
| George Koval 1             | 3. Nov. 2007  | Geheimagent und Dozent am Chemisch-Technologischen Mendelejew-Institut in Moskau                             |
| Sergei Krikaljow           | 11. Apr. 1992 | Kosmonaut |
| Larissa Lasutina           | 27. Feb. 1998 | Major und mehrfache Olympiasiegerin und Weltmeisterin im Langlauf                                            |
| Waleri Legassow 1          | 20. Sep. 1996 | Leiter der Untersuchungskommission zur Katastrophe von Tschernobyl                                           |
| Juri Malentschenko         | 24. Nov. 1996 | Kosmonaut und Oberstleutnant der Luftstreitkräfte                                                            |
| Dmitri G. Medwedew 1       | 18. Mai 2005  | Oberstleutnant im Nordkaukasus                                                                               |
| Juri Onufrijenko           | 16. Okt. 1996 | Kosmonaut und Oberstleutnant der Luftstreitkräfte                                                            |
| Gennadi Padalka            | 5. Apr. 1999  | Kosmonaut und Oberstleutnant der Luftstreitkräfte                                                            |
| Nikolai Patruschew         | 15. März 2000 | Armeegeneral und Leiter des russischen Geheimdienstes FSB                                                    |
| Waleri Poljakow            | 10. Apr. 1995 | Kosmonaut |
| Sergei Preminin 1          | 7. Aug. 1997  | Besatzungsmitglied des gesunkenen sowjetischen U-Boots K-219                                                 |
| Alexander Prochorenko 1    | 17. März 2016 | Oberleutnant, soll bei Kämpfen um Palmyra einen Luftangriff auf die eigene Stellung angefordert haben.       |
| Sergei Rewin               | 1. Sep. 2012  | Kosmonaut |
| Roman Romanenko            | 6. Mai 2010   | Pilot der Luftstreitkräfte und Kosmonaut                                                                     |
| Sergei Schoigu             | 20. Sep. 1999 | Katastrophenschutzminister und Generaloberst                                                                 |
| Lidija Schulaikina         | 1. Okt. 1993  | Oberleutnant der Marine des 7. Garde-Bodenkampf-Flugregiments mit 38 Kampfeinsätzen im Zweiten Weltkrieg     |
| Gennadi Troschew           | 4. Dez. 1999  | Generalleutnant und stellv. Kommandeur der Vereinigten Gruppierung der Streitkräfte im Nordkaukasus          |